# Daměnice
Daměnice (německy Damienitz) jsou místní částí Načeradce v okrese Benešov ve Středočeském kraji. Nachází se asi 3 km na jihojihozápad od Načeradce. Při jihovýchodním okraji osady pramení Pravětický potok, který je pravostranným přítokem řeky Blanice.

## Historie
První písemná zmínka o vesnici pochází z roku 1371.
Daměnice, původně Damijánice, podle osobního jména Damiján, bývaly v 16. a 17. století sídlem rytířů Jenšíků, kteří se dle rozličních svých sídel psávali z Ježova, z Radvanova a z Daměnic. Roku 1543 Jan Jenšík z Radvanova po shoření desk zemských vložil dědictví své půl dvoru v Daměnicích znovu do desk tak, jak to zboží již po 30 let držel a roku 1555 koupil od Oldřicha z Malovic i druhou část dvora a psával se odtud z Daměnic. Roku 1556 připomíná se i Jan mladší Jenšík z Daměnic, syn Prokopa Jenšíka z Radvanova. Roku 1572 až 1589 seděl Martin Jenšík z Jěžova na Daměnicích a odkázal záduší Načeradskému 200 zl. Roku 1675 až 1700 držel druhou část toho zboží Václav Jenšík z Ježova. Téhož roku 1700 prodal Vilém Jenšík z Ježova jeden díl Daměnic Hendrychu Myškovi ze Žlunic. Po smrti Hendrycha Myšky ze Žlunic prodala pozůstalá vdova Kateřina Ant. Myšková, rozená z Příchovic, Daměnice panu Leopoldu Jakubovi, svobodnému pánu z Gerárdů, který je připojil k načeradskému panství. Na sklonku patrimoniálních úřadů (1848) náleželo z 56 zdejších čísel 9 k římovské svobodnické obci, 20 s kamberským statkem k vožickému panství a ostatních 27 k načeradskému statku.
V novějších časech byla zřízena v Daměnicích jednotřídní škola, jejímž správcem byl pan Cyril Brázda. Zrušena byla v roce 1974 pro malý počet žáků. Posledním vyučujícím ředitelem byl pan Josef Lhoták, který také zastával různé veřejné funkce pro obec. Nyní slouží škola pro pořádání různých společenských setkání, od roku 2000 se zde pořádají oblíbená setkání důchodců. Od roku 1958 do roku 1965 a pak od roku 1969 až do roku 1973 zde hospodařilo Jednotné zemědělské družstvo, dnes Agrodružstvo Načeradec.
V obci provozuje svoji činnost firma Blanická truhlárna, která zaměstnává několik místních obyvatel. Jediným občanským sdružením v této obci je Sbor dobrovolných hasičů Daměnice.

## Galerie

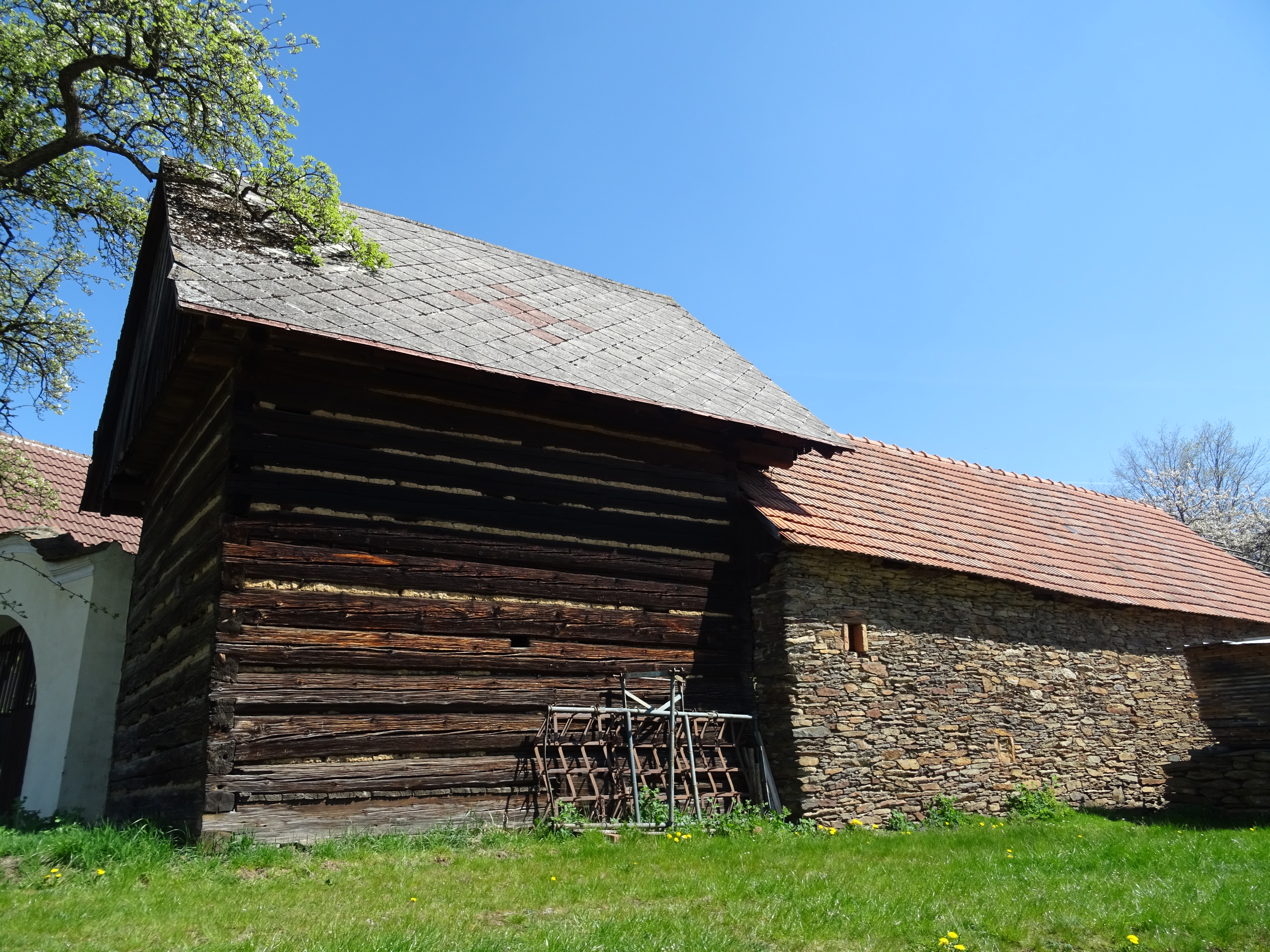
Roubená stodola
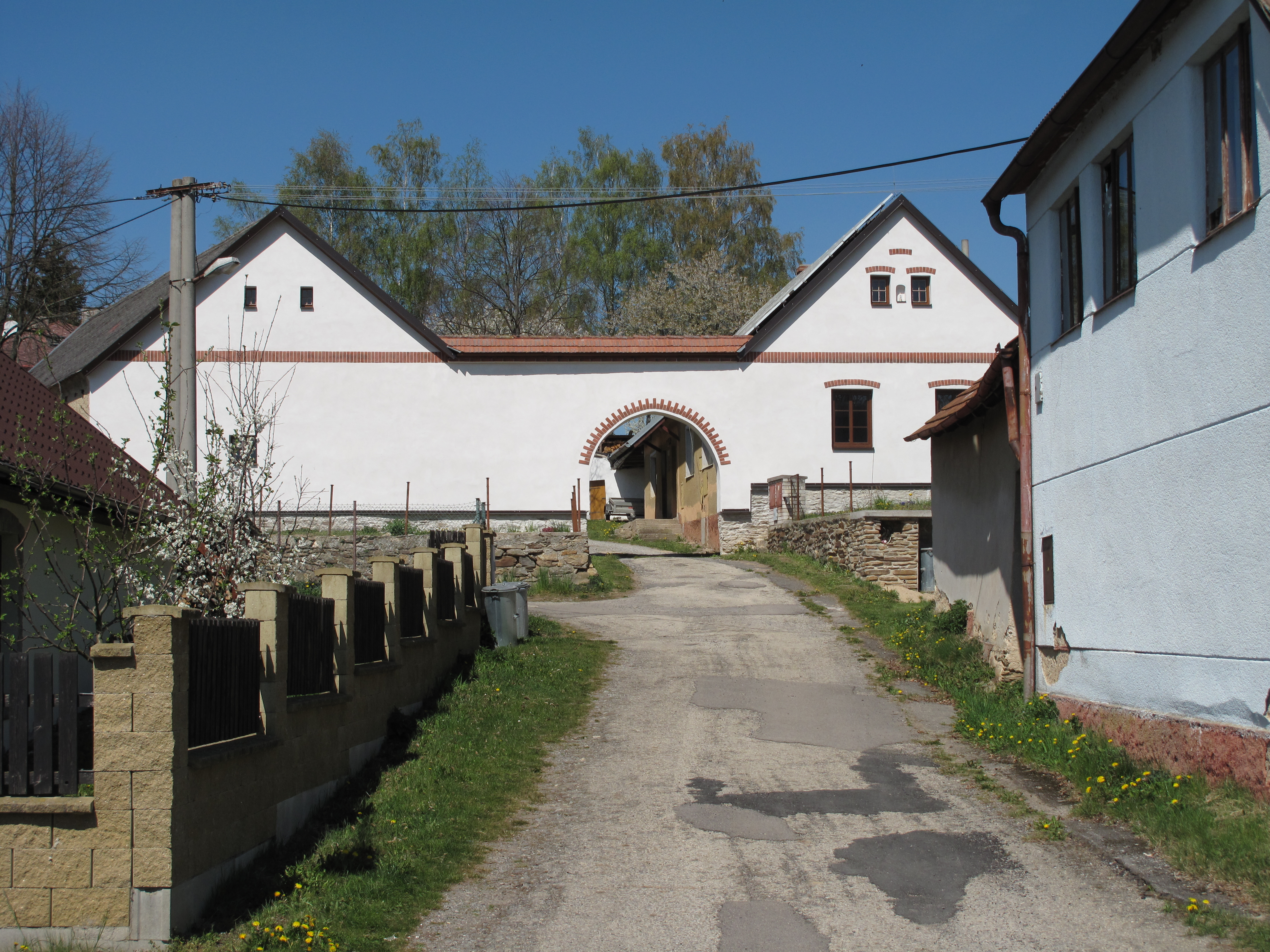
Stavení v obci
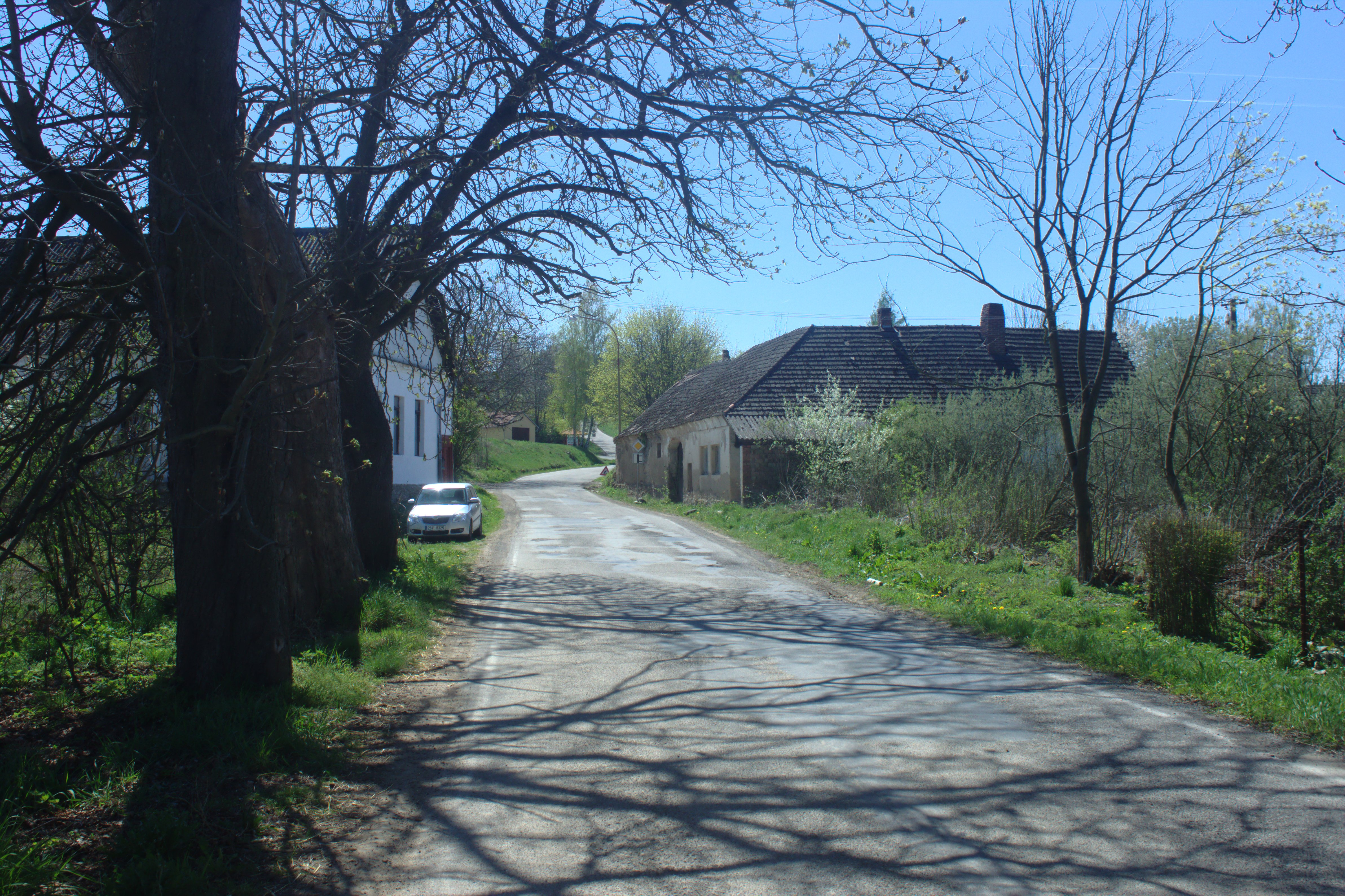
Hlavní silnice